# Trail of Life Decayed
Trail of Life Decayed prvi je demoalbum švedskog melodičnog death metal sastava Dark Tranquillity. Objavljen je u srpnju 1991. godine. Pjesme s albuma također su objavljene na kompilaciji Exposures – In Retrospect and Denial.

## Popis pjesama
Tekstovi: Mikael Stanne. 
| Strana A | Strana A                           | Strana A                          | Strana A | Strana A | Strana A | Strana A | Strana A | Strana A | Strana A |
| Br.      | Skladba                            | Skladatelj                        | Trajanje |          |          |          |          |          |          |
| -------- | ---------------------------------- | --------------------------------- | -------- | -------- | -------- | -------- | -------- | -------- | -------- |
| 1.       | »Midwinter (intro)« (instrumental) | Niklas Sundin                     | 0:56     |          |          |          |          |          |          |
| 2.       | »Beyond Enlightenment«             | Sundin                            | 4:49     |          |          |          |          |          |          |
| 3.       | »Vernal Awakening«                 | Sundin, Martin Henriksson         | 5:22     |          |          |          |          |          |          |
| 4.       | »Void of Tranquillity«             | Anders Jivarp, Sundin, Henriksson | 7:36     |          |          |          |          |          |          |
| 18:43    |                                    |                                   |          |          |          |          |          |          |          |

| Strana B | Strana B                           | Strana B                   | Strana B | Strana B | Strana B | Strana B | Strana B | Strana B | Strana B |
| Br.      | Skladba                            | Skladatelj                 | Trajanje |          |          |          |          |          |          |
| -------- | ---------------------------------- | -------------------------- | -------- | -------- | -------- | -------- | -------- | -------- | -------- |
| 1.       | »Midwinter (intro)« (instrumental) | Sundin                     | 0:56     |          |          |          |          |          |          |
| 2.       | »Beyond Enlightenment«             | Sundin                     | 4:49     |          |          |          |          |          |          |
| 3.       | »Vernal Awakening«                 | Sundin, Henriksson         | 5:22     |          |          |          |          |          |          |
| 4.       | »Void of Tranquillity«             | Jivarp, Sundin, Henriksson | 7:36     |          |          |          |          |          |          |
| 18:43    |                                    |                            |          |          |          |          |          |          |          |

## Zasluge
Dark Tranquillity
- Anders Jivarp – bubnjevi
- Niklas Sundin – gitara, grafički dizajn
- Martin Henriksson – bas-gitara
- Mikael Stanne – gitara, logotip sastava
- Anders Fridén – vokali

Ostalo osoblje
- Stefan Lindgren – produkcija
- Dragan Tanaskovic – produkcija